# Candan Erçetin

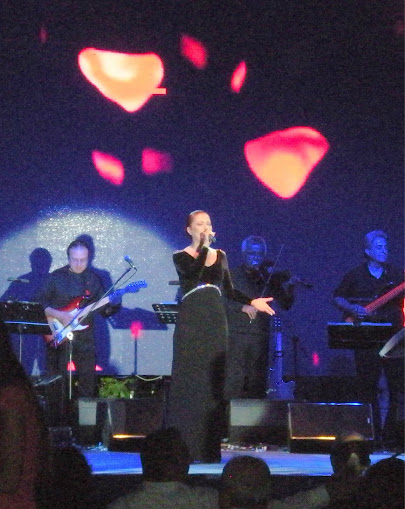
Candan Erçetin (2012)

Candan Erçetin anhörenⓘ ['dʒandan 'ertʃetin] (* 10. Februar 1963 in Kırklareli) ist eine türkische Sängerin der Popmusik.

## Jugend
Candan Erçetin wuchs in ihrem Geburtsort Kırklareli als Kind von in die Türkei emigrierten Albanern aus Skopje und Pristina auf und besuchte in Kırklareli die Grundschule. Danach besuchte sie das Galatasaray-Gymnasium und ab 1979 das İstanbul Staatskonservatorium (İstanbul Belediye Konservatuarı). Nach der Schule schrieb sie sich in den Studiengang der klassischen Archäologie in der İstanbul Universität ein.

## Karriere
Als Mitglied der Musikgruppe Klips ve Onlar repräsentierte Erçetin mit der Melih-Kibar-Komposition Halley die Türkei beim Eurovision Song Contest 1986. In den Jahren 1990 bis 1992 nahm sie jeweils an den türkischen Vorentscheidungen zum Eurovision Song Contest teil.
1991 schloss sie eine Gesangsausbildung (Klassische Oper) an der İstanbul Municipal Music School ab.
In den 90er Jahren moderierte sie verschiedene TV-Sendungen. Im Juni 1995 brachte sie ihr erstes Solo-Album Hazırım heraus. Das Album vereinte Elemente aus ihrer Geburtsregion Ostthrakien mit Elementen aus dem albanischen Teil des Heimatlandes ihrer Eltern Mazedonien. Auch ihre restlichen Alben waren stets albanisch und thrakisch geprägt.
Ihren größten Erfolg feierte die Sängerin mit dem Album Elbette aus dem Jahr 2000. Mit 1.050.000 verkauften Einheiten war es das meistverkaufte Album des Jahres in der Türkei.
In Deutschland trat sie 1998 in Bremen und 1999 in Frankfurt am Main auf. 2005 spielte sie eine Rolle im Musical Yıldızların Altında. Des Weiteren unterrichtet sie am Galatasaray-Gymnasium.
In ihrer bisherigen Musiklaufbahn machte sie mit zahlreichen Hits wie Sevdim Sevilmedim, Yalan, Melek, Bahar, Git oder Vay Halime auf sich aufmerksam.

## Vereinsfunktionärskarriere
Als Absolventin des Galatasaray-Gymnasiums nahm sie das Privileg wahr, Mitglied des Sportklubs Galatasaray Istanbul zu werden. Im Sommer 2013 befand sie sich bei den Wahlen des Vereinspräsidenten im Kabinett des amtierenden Galatasaray-Präsidenten Ünal Aysal. Nach Aysals erfolgreicher Wiederwahl wurde Erçetin zu einer von zwei Präsidentsassistenten ernannt.

## Diskografie

### Alben
- 1995: Hazırım
- 1997: Çapkın
- 1999: Elbette
- 2002: Neden
- 2003: Chante Hier Pour Aujourd'hui
- 2004: Melek
- 2005: Aman Doktor
- 2009: Kırık Kalpler Durağında
- 2011: Aranjman
- 2013: Milyonlarca Kuştuk...
- 2015: Ah Bu Şarkıların Gözü Kör Olsun

### Remixalben
- 1996: Sevdim Sevilmedim
- 1998: Oyalama Artık
- 2001: Unut Sevme
- 2003: Remix
- 2005: Remix'5

### Singles
| - 1986: Halley (mit Klips ve Onlar – ESC Beitrag der Türkei) - 1989: İstemiyorum - 1990: Daha Kolay (mit Cihan Okan) - 1991: Hey Sen (mit Mehmet Ali Erbil, Erdal Çelik & Çiğdem Tunç) - 1992: Ben Seni İsterim (mit Sinan Erkoç) - 1995: Umrumda Değil - 1995: Vakit Varken - 1995: Daha - 1995: Hangi Aşk Adil Ki - 1996: Nar Çiçeği - 1996: Sevdim Sevilmedim (Original: Esma Redžepova – Chaje Shukarije) - 1997: Yalan (Original: Yulduz Usmonova – Yolgon) - 1997: Çapkın - 1998: Onlar Yanlış Biliyor - 1998: Her Aşk Bitermiş - 1998: Oyalama Artık - 2000: Elbette - 2000: Unut Sevme - 2001: Sevdan Olmasa - 2002: Gamsız Hayat - 2002: Parçalandım - 2004: Meğer - 2004: Melek - 2004: Çember - 2007: Gelmiyorsun - 2008: Kim (mit Teoman) - 2009: Ben Kimim - 2009: Kırık Kalpler Durağında - 2010: Git - 2010: Bahar | - 2010: Vay Halime (Original: Muharem Serbezovski – Ramu Ramu) - 2010: Kader - 2012: Beni Böyle Sev Seveceksen - 2012: Batsın Bu Dünya (als Teil des Chors) - 2013: Milyonlarca Kuştuk... - 2013: Herkes Gibisin - 2014: Tamah - 2014: Büyük Aşkım - 2015: Ah Bu Şarkıların Gözü Kör Olsun - 2015: Dağların Ardında Kuzum - 2015: Ne Acı (mit İlhan Helvacı) - 2016: Haydi Kızlar - 2016: Merhaba - 2016: Uzun Kavak Ne Gidersin Engine - 2016: Susma (Bouree) (mit Kürşat Başar) - 2016: Aldım Başımı Gidiyorum (mit Erol Evgin) - 2018: Kim Korkar - 2018: Değişiyoruz - 2018: Söyle Söyle Sever Mi - 2018: Bekle (mit Kardeş Türküler) - 2020: İyi Ki - 2020: Sakin Birakma - 2023: 100. Yıl: Gençlik Marşı - 2023: 100. Yıl: İzmir Marşı - 2023: Kalbin Yok mu? - 2023: 100. Yıl: Ankara'nın Taşına Bak - 2023: 100. Yıl: Vatan Marşı - 2023: Affet (mit Tuna Kiremitçi) - 2024: Dört Yıldız Marşı - 2024: Oğlan Oğlan (mit Mirac) |

### Gastauftritte
- 1991: Leylim Yar (von Nazan Öncel – Hintergrundstimme)
- 1998: Körbelalım (von Doğuş – Hintergrundstimme)
- 1998: Hata Bende (von Metin Arolat – Hintergrundstimme)
- 2003: Özledim (von Saša Lošić – Hintergrundstimme)
- 2003: Yazık Oldu (von Saša Lošić – Hintergrundstimme)

## Filmografie
Filme
- 1993: Gece Melek ve Bizim Çocuklar
- 2009: Gölgesizler
- 2019: Annem

Serien
- 2003: Hayat Bilgisi
- 2006: Yabancı Damat

TV-Shows
- 2007–2008: Candan Erçetin'le Beraber ve Solo Şarkılar

## Auszeichnungen
- 2000: Altın Kelebek Award in der Kategorie Bestes Musikvideo (für Elbette)
- 2000: Altın Kelebek Award in der Kategorie Beste Pop-Sängerin
- 2010: Altın Kelebek Award in der Kategorie Beste Pop-Sängerin